# Volleybalvereniging Utrecht
Il Volleybalvereniging Utrecht è una società pallavolistica femminile olandese, con sede a Utrecht: milita nel campionato olandese di Eredivisie.

## Rosa 2024-2025
| N° | Nome              | Ruolo | Data di nascita  | Nazionalità sportiva |
| -- | ----------------- | ----- | ---------------- | -------------------- |
| 1  | Anouk van der Zee | S     | 2004             | Paesi Bassi          |
| 2  | Esmee Radstake    | P     | 2 febbraio 2008  | Paesi Bassi          |
| 4  | Ilse Janssen      | S     | 31 dicembre 1997 | Paesi Bassi          |
| 5  | Emma Rekar        | L     | 17 maggio 1998   | Paesi Bassi          |
| 6  | Pleun Ypma        | S     | 16 marzo 1998    | Paesi Bassi          |
| 7  | Heleen Wiegerinck | O     | 8 settembre 2006 | Paesi Bassi          |
| 8  | Susan Dambrink    | C     | 10 agosto 2007   | Paesi Bassi          |
| 9  | Christie Wolt     | S     | 5 maggio 1998    | Paesi Bassi          |
| 10 | Carlijn Radstake  | P     | 26 aprile 2005   | Paesi Bassi          |
| 11 | Laurine Geerdes   | O     | 4 giugno 2007    | Paesi Bassi          |
| 13 | Lynn van Mill     | C     | 16 aprile 2002   | Paesi Bassi          |
| 14 | Marit Pasterkamp  | C     | 29 gennaio 2002  | Paesi Bassi          |

## Palmarès
- Supercoppa olandese: 1

2022